# Great Trigonometrical Survey

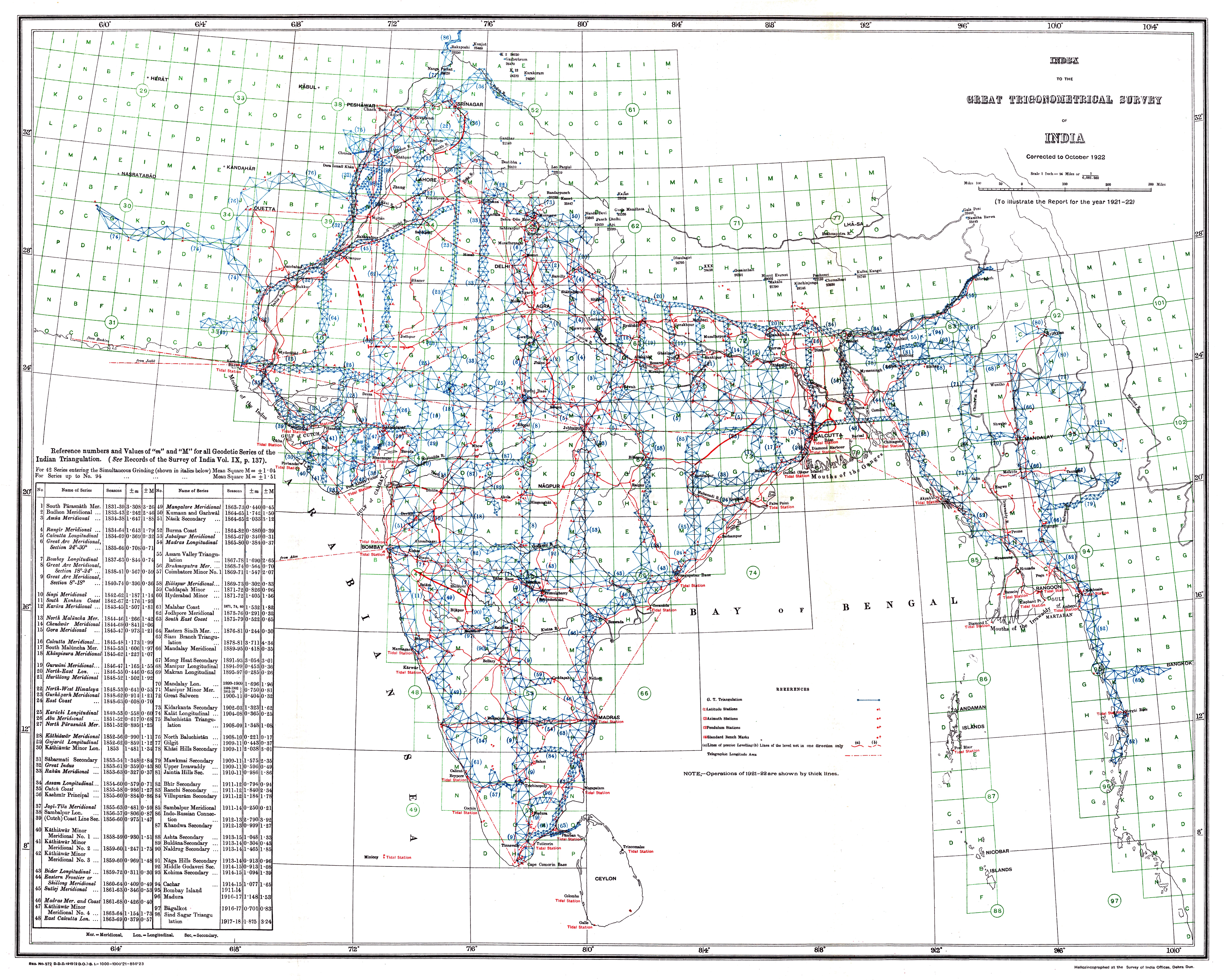
Index du Great Trigonometrical Survey. Chaque triangle bleu indique une triangulation. Les nombres entre parenthèses indiquent une série de triangulations. Ces séries sont indiquées dans le tableau en bas à gauche. Les lignes pointillées rouges sont les différences de longitudes établies par télégraphe.

La Great Trigonometrical Survey en français : « grande étude trigonométrique » est un projet britannique de la Survey of India (en) qui visait à cartographier les territoires des Indes orientales. Elle a notamment permis de préciser la localisation et la mesure de l'altitude des plus hauts sommets du monde et de les nommer. 
L'étude, basée sur l'emploi de théodolites, commence en 1802 sous l'autorité de William Lambton au sud du pays et se déplace progressivement vers le nord.
Alors dirigée par George Everest, elle atteint le pied de l'Himalaya dans les années 1830 mais le Népal, craignant des heurts politiques et une possible annexion, refuse l'accès de son territoire aux Britanniques. Plusieurs requêtes sont envoyées par les scientifiques, mais toutes sont rejetées : ils sont ainsi contraints de poursuivre leurs observations depuis le Teraï, région parallèle au Népal et à l'Himalaya.
En 1856, Andrew Waugh, l'arpenteur général des Indes orientales depuis 1843, annonce après plusieurs années de mesures dans le cadre du projet que le « pic XV » — l'Everest — a été mesuré officiellement à 8 840 mètres d'altitude et est donc le plus haut sommet du monde.